# Ty3/Ty43
Ty3/Ty43 – polskie oznaczenia niemieckiego ciężkiego parowozu towarowego serii 42 (BR 42). Należał do uproszczonych parowozów o dużej wydajności budowanych podczas II wojny światowej (Kriegslokomotive). Powstał przez połączenie kotła parowozu BR44 (Ty4) i podwozia BR52 (Ty2). W kotle skrócono rury ogniowe, aby uzyskać mniejszy nacisk osi.

## Ty3
Parowozy wojennej budowy oznaczone były na PKP jako Ty3. W latach 1944–1945 dla DRG wyprodukowano ogółem 844 egzemplarze (BMAG, WLF, Schichau-Werke, Esslingen), po wojnie kontynuowano jeszcze montaż dla kolei austriackich i niemieckich. Na PKP znalazły się tylko 3 parowozy serii 42. Oznaczone jako Ty3 pracowały w DOKP Gdańsk, Poznań, Lublin do 1952 kiedy włączono je do serii Ty43 z numerami: 126, 127, 129. W 1989 roku ostatni z nich, Ty43-126 został naprawiony w ZNTK Piła. 06.03.1990 Parowóz znalazł się w Wolsztynie z historycznym oznaczeniem Ty3-2.
11.10.2002 był ostatnim dniem służby parowozu Ty3-2 (Ty43-126). Od 08.12.2002 lokomotywa oczekiwała na naprawę główną w Gnieźnie. Po likwidacji warsztatów w Gnieźnie została przewieziona do Lokomotywowni w Gnieźnie (08.2010). Parowóz znajduje się tam do dziś, a jego szanse na naprawę główną i przywrócenie do ruchu są nikłe.

## Ty43
Seria Ty43 była montowana po II wojnie światowej, na podstawie części pozostawionych przez Niemców. Parowozy były budowane w zakładach HCP i Fablok. Ogółem zbudowano 126 takich parowozów. Parowozy w latach 70. pracowały w DOKP Lublin, DOKP Poznań i DOKP Szczecin. Ostatnią enklawą parowozów Ty43 było MD Gniezno, gdzie na przełomie lat 80. i 90. pracowały one głównie w ruchu pasażerskim. Parowozy Ty43 zasadniczo zostały odstawione do lutego 1990 roku. Najprawdopodobniej ostatnia potwierdzona fotograficznie służba parowozu Ty43 odbyła się 13.10.1990. Lokomotywa po około 8-miesięcznym staniu w "krzakach" została rozpalona i bezawaryjnie objechała służbę z pociągiem pasażerskim na linii Gniezno - Nakło Nad Notecią. Była to maszyna Ty43-76.

## Lista parowozów Ty43 zachowanych w Polsce[1]
| Seria pojazdu | Rok produkcji | Producent             | Miejscowość.     | Stan parowozu |
| ------------- | ------------- | --------------------- | ---------------- | ------------- |
| Ty3-2         | 1944          | Schichau-Werke        | Leszno           | wrak          |
| Ty43-1        | 1946          | H. Cegielski – Poznań | Pyskowice        | wrak          |
| Ty43-9        | 1946          | H. Cegielski – Poznań | Chabówka         | eksponat      |
| Ty43-17       | 1947          | H. Cegielski – Poznań | Warszawa         | eksponat      |
| Ty43-23       | 1947          | H. Cegielski – Poznań | Jaworzyna Śląska | eksponat      |
| Ty43-74       | 1948          | H. Cegielski – Poznań | Karsznice        | eksponat      |
| Ty43-92       | 1948          | H. Cegielski – Poznań | Wolsztyn         | eksponat      |
| Ty43-123      | 1949          | H. Cegielski – Poznań | Wolsztyn         | eksponat      |

## Niektóre właściwości trakcyjne
W parowozie Ty3/43, podobnie jak w przypadku innych parowozów normalnotorowych, maksymalna siła pociągowa maszyny jest ograniczona jej przyczepnością. Podczas rozruchu Ty3/43 wynosi ona ponad 21 000 kG. Parowóz opalany węglem lepszego gatunku mógł ciągnąć na torze poziomym składy towarowe ładowne o masie 1360 ton z szybkością 60 km/h. Na dużych wzniesieniach rzędu 20‰ mógł ciągnąć 210T – 40km/h, lub 145T – 50 km/h. Ty3/43 będąc praktycznie nieco silniejszy od Ty2/42 był wyraźnie słabszy od starszego Ty37.